# Улица Сакко и Ванцетти (Новосибирск)
Улица Са́кко и Ванце́тти (ранее Павловская улица) — улица в Октябрьском районе Новосибирска.

## Название
Улица названа в честь американских рабочих-анархистов итальянского происхождения Сакко и Ванцетти, участвовавших в движении за права рабочих и казненных вследствие обвинения в убийстве.

## Расположение
Начинается от Зыряновской улицы и далее пролегает в северо-восточном направлении, заканчивается в жилом квартале, в районе между улицами Лескова, Бориса Богаткова и Пролетарской. Параллельно Сакко и Ванцетти расположены улицы Восход (с юго-восточной стороны) и Маковского (с северо-западной стороны). Длина улицы — около 1,7 км.
Улицы, пересекающие улицу Сакко и Ванцетти:
- Якушева
- Декабристов
- Нижегородская
- Кирова
- Толстого
- Чехова
- Тургенева
- Белинского
- Лескова

Улицы, примыкающие к улице Сакко и Ванцетти:
- 9 Ноября
- 3 Интернационала
- Садовая
- Московская
- Ленинградская.

## История
До переименования улицы в честь Сакко и Ванцетти она носила название Павловской. Первоначально улица пролегала от побережья Оби, пересекала Большевистскую улицу и Алтайскую железную дорогу, через которую был перекинут пешеходный мост, позволявший перейти через железнодорожные пути на Зыряновскую улицу. К настоящему времени уличный отрезок между берегом Оби и Зыряновской улицей исчез, и улица Сакко и Ванцетти теперь начинается от Зыряновской улицы.

## Исторические здания

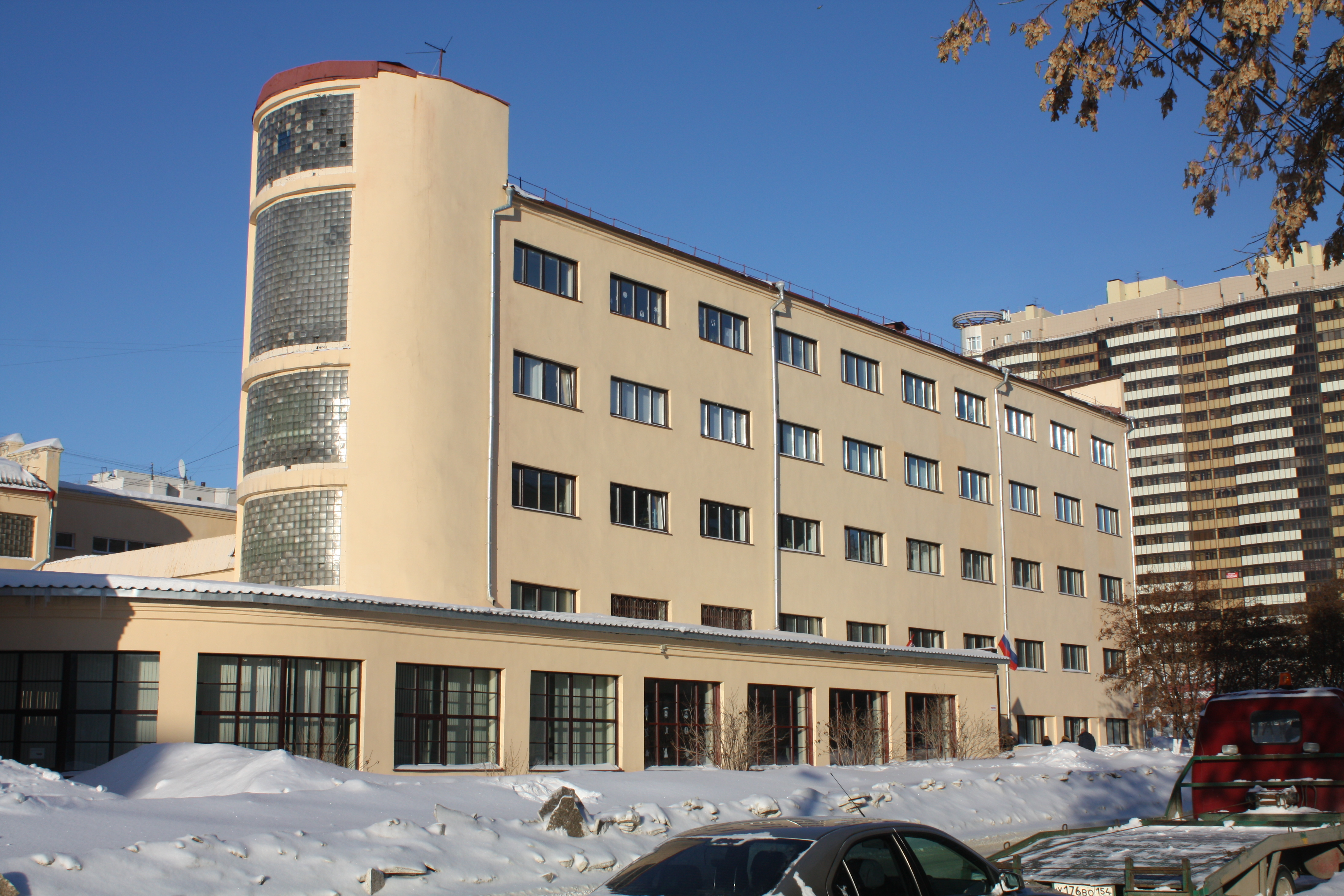
Здание химико-технологического техникума. Вид с улицы Сакко и Ванцетти.

- Химико-технологический техникум — здание в стиле конструктивизма, сооружённое в 1932 году по проекту архитектора А. И. Боброва. Состоит из двух расположенных параллельно друг другу корпусов, связанных переходом. Памятник архитектуры регионального значения[1].

## Организации
- Новосибирский автотранспортный колледж
- Новосибирский химико-технологический колледж имени Д. И. Менделеева
- Департамент имущества и земельных отношений Новосибирской области
- Администрация Октябрьского района